# Српска презимена
Већина српских презимена препознатљива је по суфиксу -ић. Суфикс -ић је словенски деминутив, чија је основна улога у стварању патронима и матронима.
Процењује се да се неких две трећине српских презимена завршава на -ић или -вић. Разлике у презименима између Срба из Србије и Срба из других крајева су углавном у томе што су једна формирале српске власти, у складу са народном традицијом, док су друге формирале стране власти.
Велики број српских породица носи иста презимена, иако уопште нису у међусобном сродству.

## Грађење презимена
Презименска основа може да буде различита. Најчешће је то лично име родоначелника одређене породице. У највећем броју случајева то је очево, дедино или име неког другог мушког претка у директној линији сродства. Побочна линија сродства, јавља се само у изузетним случајевима. Постоје и презимена настала од имена женског претка. „Оснивач презимена“ не мора увек да буде крвни сродник. Понекад то могу да буду и друга лица (усвојитељ, старатељ, доброчинитељ и др.). Такође могу бити и према упечатљивој особини неког од предака, према месту где породица живи или одакле се доселила итд.
Презимена се граде:
- од мушких имена, која се завршавају на полугласно слово и на –е и –о, и то у присвојном облику, завршавајући се на –ев и –ов (Обренов-ић, Бранков-ић, Милошев-ић, Радивојев-ић)[2].
- од женских и мушких имена, која се завршавају на –а (Никол-ић, Лук-ић, Нед-ић, Милет-ић)[2].
- од мушких имена која се завршавају на –ија, изостави се последње –ја (Или-ја-ић, Мили-ја-ић)[2].
- с обзиром да се негде мушка имена завршавају на –а а негде на –о, тако се и презимена разликују, у томе се код првих изоставља последње -а и придода се -ић, а код других се само дода наставак -вић (Бож-а-ић – Божо-вић, Пер-а-ић - Перо-вић, Рај-а-ић – Рајо-вић)[2].
- од назива занимања (Ковач-евић, Колар-евић)
- од имена младих животиња и дрвећа (Вран-а-ић, Кос-овић, Вуковић, Вујовић, Чворковић, Лисичић, Брез-а-ић, Крушчић)
- од назива неког народа (Бугарин-овић, Циган-овић)
- од назива града или покрајине (Срем-ац, Срем-чевић, Ердељан-овић, Таков-о-ац)
- од војног или свештеничког чина (Каплар-евић, Капетан-овић, Поп-овић, Поп-ов)
- од неке изразите људске особине (Ћос-а-ић, Радо-њић, Брк-а-ић, Брз-ић)
- од имена неживих ствари (Капић, Полић)

У грађењу српских презимена често учествују и присвојни суфикси -ов (-ев) и -ин (које је у неким случајевима настало од -ијин): Николин (од Никола), Петров (од Петар) итд. Јављају се и суфикси -ски (чки, шки) и -ац: Христовски, Малагурски; Понорац, Радованац и др. Врло често се презимена граде комбинацијом суфикса -ов (-ев) или -ин са суфиксом -ић: Петровић, Милошевић, Батинић, Губеринић и др. У грађењу српских презимена догађају се многе гласовне промене карактеристичне за српски језик.
Српска презимена могу, дакле, да буду:
- патронимична (Марковић, Јовановић, Николић)
- матронимична (Марић, Сарић, Недић)
- према личној особини родоначелника (Ћосић, Бркић)
- према занимању родоначелника (Ковачевић, Коларевић)
- према етничкој припадности (Бугариновић, Цигановић)
- према војном звању (Капларевић, Капетановић)
- према црквеној јерархији (Поповић, Попов, Клисаревић)
- према месту порекла (Ердељановић, Ердељан, Сремчевић, Сремац)

### Патроними и матроними
Код патронима, осим наставка -ов, примењује се и присвојни додатак -ев, који има исто значење. Који ће наставак бити примењен зависи од личног имена од кога се формира презиме.
Тако нпр. презименску основу Јовановића чини родоначелниково лично име Јован. На њега је додат посесивни наставак -ов, који означава припадање. Потом је придодан и деминутивни наставак - ић, који значи „малени, млади“. Према томе, у конкретном случају Јовановић је „Јованов младенац, мали, тј. син, потомак."
У срединама где се хипокористична имена завршавају на -о (тзв. „ерски крајеви") - Ђуро, Перо, Јово, у презименима су садржана сва три поменута елемента. У овом случају јављају се презимена Ђуровић, Перовић, Јововић.
Када су у питању матроними, „скраћена процедура“ представља опште правило. На женско лично име додаје се само деминутивни додатак -ић. Овај принцип доследно се примењује и када су у питању изворна народна имена и календарски антропоними.
Тако нпр. изведено је презиме Зорић: Зор(а) + ић = Зорић. На исти начин су од женских имена Надежда, Сара и Мара, настала матронимична презимена Вишњић, Надеждић, Сарић и Марић.
.

## Историја
Тамо где су се рано почеле водити матичне књиге и где је вођена добра администрација, првенствено на просторима Аустроугарске и Млетачке републике, на тим просторима су презимена фиксирана веома давно. Такође, тамо где је био јако изражен племенски систем, стара родовска имена су се дуго одржавала не мењајући се често. Истраживања показују да су се презимена највише мењала на простору данашње уже Србије и она су на том простору доста касно уведена. 

### Аустроугарска
Државне власти Аустроугарске су административним путем забрањивале постојање презиме са наставком –ић код Срба, доношењем посебног нормативног акта. 1817. године издале наређење, по којем Срби у Аустрији нису смели да носе презимена са наставком -ић, што је на подручју Угарске посебно строго спровођено. Тако су презимена која су се завршавала са –евић и -овић остала са наставком –ев и –ов. Код презимена где је деминутивни додатак –ић био директно придодат на презименску основу, наставак –ић замењиван је са –ин.

### Кнежевина Србија
Настанак данашњих презимена у Србији везује се за кнеза Александра Карађорђевића, који је 1851. године једним актом наредио успостављање трајних презимена по најстаријим и најзначајнијим прецима.

## Презимена

### Презимена са наставком -евић или -овић
Презимена са наставком -евић или -овић су врло заступљена код Срба и представљају основни облик српских презимена, и презимена словенског порекла уопште. Граде се тако што се на име родитеља или претка прво додаје присвојни наставак -ов или -ев (Перо - Перов, Ђуро - Ђуров, Милош - Милошев) који означава припадност, плус деминутивни наставак -ић који означава нешто умањено (као у речима птић, петлић, ђетић, итд), чиме се добија најчешћи облик српских презимена попут Перовић, Давидовић, Ђуровић, Милошевић, Андрејевић, итд. Код Руса се патроними углавном завршавају са -ич.

### Презимена са наставком -ић
Презимена са наставком -ић су такође честа у српском и другим словенским народима. Настају тако што се имену родитеља додаје деминутивни наставком -ић (као у речима птић, петлић, итд.) чиме се означава да су то његови „млади“ односно његова деца. Наставак -ић се углавном додаје када се име родитеља завршава на -а (нпр. Никола - Николић, Немања - Немањић, Ружица - Ружичић и сл.), јер су та имена непогодна за додавање присвојних наставака -ов или -ев.

### Презимена са наставком -ев или -ов
Презимена са присвојним наставком -ев или -ов настају на сличан начин попут презимена са наставцима -евић и -овић, с том што се код њих изгубио наставак -ић као последица административне репресије Аустроугарске.

### Презимена са наставком -ин
Ова врста презимена настаје додавањем присвојног наставка -ин на име родитеља (нпр. „Чији си ти?“: Божин, Лазин, Марин, Пајин-Пајчин,итд.). Сматра се да су настала у Војводини као последица административног избацивања наставка –ић из српских презимена. За разлику од презименима која су се завршавала са –евић и –овић, презименима као што су Божић, Лазић или Марић није могло просто да се избрише –ић већ су га заменили наставком –ин (Божин, Лазин, Марин, Чолин, Јовин, Радин, Кљајин, Бељин, Савин, Пешин, Јатин, Рељин).

### Презимена са наставком -ски или -цки или -чки или -шки
Ова група презимена се углавном појављује у Војводини и у другим словенским земљама и гради се додавањем наставка -ски у мушком роду (много чешће код нас) или -ска у женском (уобичајено код Руса као и код Пољака), који означавају припадност.

### Презимена са наставком -ац
Презимена са наставком -ац и -ан углавном указују на порекло, односно на претходна пребивалишта одакле је родоначелник дошао пре него што ће се настанити у то место (нпр. Граховац, Подунавац, Црногорац, Ердељан, Молдован итд.).

### Презимена са наставком -ица
Презимена са наставком -ица настају додавањем деминутивног наставка -ица на име претка или на неку ствар или особину по којој је породица остала упамћена (нпр. Павле - Павлица, Трава - Травица, Коприва - Копривица, и слично). Честа су у динарским крајевима.

### Остала српска презимена
Страни државници су често као званична презимена уписивали личне или породичне надимке, нарочито оне који су имали погрдно или увредљиво значење. Тако су настала презимена типа Накарада, Гузина, Поплашен, Ушљебрка, итд. Постоје и она која не носе погрдно значење, већ само описују (нпр. Мркобрада, Плећаш...).

### Србизирана презимена других народа
Посебну групу презимена са наставком –ић чине презимена у чијој се основи налазе имена или презимена страног порекла. Та презимена су прилагођена српској средини и на њихову основу су додати презименски додаци –ић, –евић или –овић.
Неки припадници других народа који су живели у Србији који узимали или добијали, делимично или потпуно, србизирана презимена. То је случај са доста муслиманских, јеврејских, влашких, цинцарских и ромских презимена.
- муслиманска (нпр. Шерифовић, Реџеповић, итд)
- цинцарска (нпр. Штерић)
- јеврејска (нпр. Штернић, Исаковић)
- ромска (нпр. Карадаревић)
- влашка (нпр. Карабашевић, Лупуловић, Барбуловић, Брнзановић, Фунтуњеровић)

Тако су настала презимена и неких познатих научника који су живели и радили у српском окружењу.

### Неуобичајена српска презимена
Ипак, треба нагласити да има и доста српских презимена која за основу презимена имају страно име или појам а да су носиоци тог презимена српског порекла. Тако су се код неких српских породица у Војводини појавила презимена која за основу имају хунгаризме (нпр. Сабовљевић, Кочијашевић, Bac, итд.). Са друге стране, у Црној Гори се тако појављују и презимена која за основу имају албанске речи (Зоговић, Љумовић, Бурмазовић, итд).